# Nilüfer Demir
Nilüfer Demir (Bodrum, 1986) è una fotografa turca.
Nel 2015 la sua immagine più famosa è comparsa su tutti i giornali del mondo, tv e sui vari social: il bambino Alan Kurdi, affogato e trasportato dalle onde sulla spiaggia di Bodrum.

## Biografia
Non sappiamo nulla della sua vita. L'unica informazione di cui disponiamo è quella che Demir lavora come fotoreporter per l'Agenzia di stampa Demirören sin da adolescente (in turco, Demirören Haber Ajansi, DHA), con sede a Istambul.

## Il ritrovamento del corpo del bambino: Alan Kurdi
Demir seguiva gli sbarchi dei migranti durante l'estate del 2015 e si è trovata sulla spiaggia di Bodrum il 2 settembre di quell'anno quando si è imbattuta nel corpo senza vita del bambino di 3 anni, riverso sulla spiaggia, vestito e con le scarpine ai piedi. Demir ha dichiarato di essere rimasta "pietrificata" ma che l'unica cosa che poteva fare era fotografare, fare il mio lavoro di giornalista. In quel momento ho pensato che l’unica cosa che potevo fare era scattare.
I media turchi hanno identificato il bambino come Aylan Kurdi, poi corretto in Alan Kurdi, ed anche suo fratello Galip di 5 anni è morto sulla stessa barca. Gli stessi media affermano che essi provenivano dalla città di Kobanê, nel nord della Siria, vicino al confine turco, teatro di pesanti combattimenti in seguito all'assedio di Kobanê.

La foto e l'hashtag "KiyiyaVuranInsanlik", cioè "l'umanità si è arenata", è diventato l'argomento più divulgato su Twitter nelle ore successive.
La sua foto è stata esclusa da World Press Photo 2016 preferendo quella più rassicurante di un bambino migrante che riesce a raggiungere la meta europea. Ciò è stato oggetto anche di un documentario olandese sulle foto più iconiche.
Demir ha scattato altre foto anche con i soccorritori, altri giornali hanno preferito pubblicare quelle invece del primo piano del bambino, mentre altre pubblicazioni hanno proseguito con le foto nei giorni successivi.
Il bimbo è tornato laddove era partito assieme al fratello e alla mamma, anch'essa affogata, per essere sepolti, secondo il rito musulmano, a Kobanê in quello che è stato chiamato il "Cimitero dei martiri" anche se in realtà tutta la città è stata martirizzata.
Due anni dopo, il ricordo di Alan Kurdi lentamente svanisce e gli accordi in fretta stipulati tra gli stati europei diventano, a poco a poco, carta straccia o quantomeno non sembra che vengano rispettati e gli sbarchi sul Mediterraneo dei paesi poveri ed in guerra verso l'Europa continuano. E intanto dopo Alan un'altra immagine di un bambino, estratto vivo miracolosamente dalle macerie di Aleppo il 17 agosto, il piccolo Omran hanno ricordato al mondo che da oltre 5 anni in Siria si combatte una guerra sanguinosa.

## Il bambino Alan Kurdi nell'arte

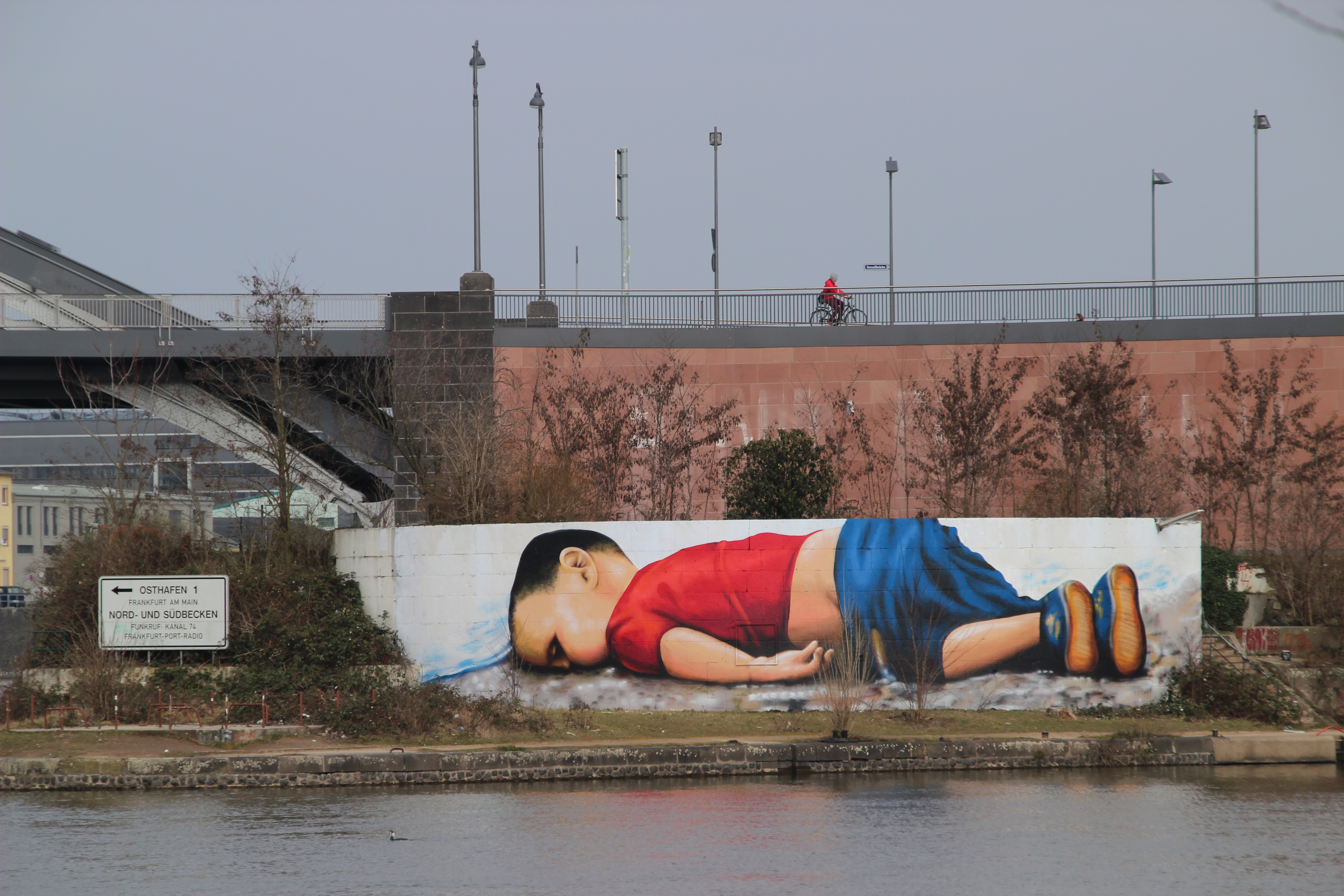
Murale a Francoforte sul Meno

Una enorme immagine di 120 metri quadrati del piccolo riverso sulla spiaggia è stata realizzata sotto un ponte a Francoforte sul Meno, ben visibile da chi passa in barca, in auto, in bus, in bicicletta o a piedi. L'opera è stata creata dall'artista Justus Becker, noto come COR, che ha lavorato all'immagine con un altro artista Bobby Borderline. Anche il personale della Banca Centrale Europea, BCE, dall'altra parte del fiume, può vedere l'opera, realizzata utilizzando 80 bombolette di vernice spray.
Anche sulla spiaggia di Gaza è stata realizzata da ignoti una grande scultura di sabbia per ricordare il piccolo Alan.
Lo scrittore afghano, naturalizzato statunitense, Khaled Hosseini ha dichiarato che il suo libro Preghiera del mare, uscito nel 2018, era ispirato alla vicenda di Alan.
L'artista italiano Carlo Carli (1945), nel 2015 ha realizzato un trittico (Aylan 1 , Aylan 2, Aylan 3), con tecnica mista (grafica, digitale, pastello a cera, acrilico) su tela,che nel corso della conferenza "L'Arte Sociale - Il ruolo della pittura nella contemporaneità", tenutasi il 9 dicembre 2018 alla Galleria d'Arte Moderna e Contemporanea "L. Viani" di Viareggio, sarà esposto nella galleria medesima acquisendolo nel proprio patrimonio.

## Controversie
L'agenzia di stampa per la quale lavora ormai da molti anni Nilüfer Demir è al centro di scandali e di molte ombre sulla libertà di stampa turca. Di proprietà della Demirören Group è implicata in vicende di evasione fiscale e di essere vicino al partito di Erdogan.
Dopo che il gruppo editoriale ha acquisito una delle testate giornalistiche più importanti della Turchia come "Milliyet", alcune delle voci dissonanti rispetto al regime sono state licenziate quando non proprio imprigionate come nel caso dei giornalisti e scrittori Can Dündar, Hasan Cemal, Ece Temelkuran, Kadri Gürsel ed altri. Dal 2018 il gruppo è proprietario anche di canali televisivi, come la CNN turca, giornali ed altre testate online.

## Onorificenze
- Vinse il Press Photo of the Year Award nel 2016 presso l'Associazione dei Fotogiornalisti Turchi per la foto inerente Alan Kurdi
- Medaglia d'oro nel 2016 al Premio Memorial Prize in memoria di Elizabeth Neuffer presso l'Associazione dei Corrispondenti delle Nazioni Unite, sponsorizzato dalla Fondazione Alexander Bodini